# Лаури, Адам
Адам Лаури (англ. Adam Lowry; род. 29 марта 1993, Сент-Луис) — канадский хоккеист, нападающий и капитан клуба НХЛ «Виннипег Джетс». Игрок сборной Канады по хоккею.

## Карьера

### Клубная
На юниорском уровне играл за команду «Свифт-Каррент Бронкос»; по итогам сезона 2009/10 заработал 34 очка (15+19) и получил награду Дэрил Кей (Док) Симэн Трофи как успешный ученик-хоккеист. В следующем сезоне он стал номинантом на эту награду, но не смог её получить, уступив её Колину Смиту.
25 июня 2011 года был выбран на драфте НХЛ 2011 в 3-м раунде под общим 67-м номером клубом «Виннипег Джетс». Продолжив карьеру за «Свифт-Каррент» по итогам сезона 2012/13 он получил награду Игрок года WHL.
16 апреля 2013 года подписал в «Виннипегом» трёхлетний контракт новичка. Отыграв сезона за «Сент-Джонс Айскэпс»,с  которым дошёл до финала Кубка Колдера, он вернулся в состав «Виннипега». 21 октября 2014 года забросил первую шайбу в карьере и помог команде обыграть «Каролину» со счётом 3:1.
В декабре 2015 года был переведён в фарм-клуб «Манитоба Мус». Вскоре вернувшись в состав клуба, он продолжил играть за «Джетс».
14 июля 2016 года подписал с  командой новый двухлетний контракт. В следующем сезоне он повысил свою результативность и стал лучшим среди нападающих по игровому времени.
12 июля 2018 года продлил контракт с клубом на три года.
16 апреля 2021 года подписал новый контракт с командой на пять лет.
В сезоне 2022/23 впервые в карьере набрал более 30 очков и сделал более 20 передач за сезон — 36 очков (13+23) в 82 играх. 18 апреля 2023 года забросил две шайбы за последние 1,5 минуты третьего периода в первом матче плей-офф против «Вегаса» (5:1). Ранее за всю карьеру в 39 матчах плей-офф Лаури забросил 5 шайб.

## Семья
Сын известного в прошлом игрока НХЛ Дэйва Лаури.

### Сборная
Играл за сборную Канады на ЧМ-2022; на турнире заработал 9 очков (4+5) и стал серебряным призёром.

## Статистика
| Легенда | Легенда                    | Легенда | Легенда                   | Легенда | Легенда    |
| ------- | -------------------------- | ------- | ------------------------- | ------- | ---------- |
| И       | Количество проведённых игр | Штр     | Штрафное время            | +/−     | Плюс-минус |
| Г       | Голы                       | П       | Голевые передачи          | О       | Очки       |
| -       | Статистика неизвестна      | —       | Статистика не учитывалась |         |            |